# Landtagswahl im Trentino 1956
Die Landtagswahl im Trentino 1956 fand am 11. November als Wahl zum Regionalrat Trentino-Südtirol statt. Gewählt wurden die 26 Mitglieder des Trentiner Landtags.
Am selben Tag fand auch die Wahl zum Südtiroler Landtag statt.

## Ergebnis
| Listen                                    | Listen                                                                | Stimmen | %    | Mandate |
| ----------------------------------------- | --------------------------------------------------------------------- | ------- | ---- | ------- |
|                                           | Democrazia Cristiana                                                  | 148.966 | 67,7 | 18      |
|                                           | Partito Socialista Italiano – Partito Socialista Democratico Italiano | 35.708  | 16,2 | 4       |
|                                           | Partito Popolare Trentino Tirolese                                    | 9.541   | 4,3  | 1       |
|                                           | Partito Comunista Italiano                                            | 8.786   | 4,0  | 1       |
|                                           | Partito Liberale Italiano                                             | 7.242   | 3,3  | 1       |
|                                           | Movimento Sociale Italiano                                            | 4.529   | 2,1  | 1       |
|                                           | Alleanza degli Indipendenti                                           | 2.668   | 1,2  | –       |
|                                           | Partito Nazionale Monarchico                                          | 2.624   | 1,2  | –       |
| Gesamt                                    | Gesamt                                                                | 220.064 | 100  | 26      |
|                                           |                                                                       |         |      |         |
| Quelle: Autonome Region Trentino-Südtirol |                                                                       |         |      |         |